# Lobsang Tshülthrim Dargye Gyatsho
| Tibetische Bezeichnung                                             |
| ------------------------------------------------------------------ |
| Tibetische Schrift: བློ་བཟང་ཚུལ་ཁྲིམས་དར་རྒྱས་རྒྱ་མཚོ་                       |
| Wylie-Transliteration: blo bzang tshul khrims dar rgyas rgya mtsho |
| Chinesische Bezeichnung                                            |
| Vereinfacht: 罗桑崔臣达吉嘉措; 罗桑楚臣达吉嘉措                    |
| Pinyin:Luosang Cuicheng Daji Jiacuo; Luosang Chuchen Daji Jiacuo   |

Lobsang Tshülthrim Dargye Gyatsho (tib. blo bzang tshul khrims dar rgyas rgya mtsho; geb. 1846; gest. 1906) aus Menyuan, Haibei, Qinghai, war ein Geistlicher der Gelug-Schule des tibetischen Buddhismus. Er war der 4. Wangjia Rinpoche (auch Wangfo Rinpoche) aus dem Monguor-Kloster Gönlung Champa Ling (dgon lung byams pa gling; chinesisch 佑宁寺, Pinyin Youning Si) der Gelugpa in der historischen Region Amdo. 

## Leben
Lobsang Tshülthrim Dargye Gyatsho stammte aus dem Volk der Tu (Monguor). Als der 5. Wangjia Rinpoche wurde er im Alter von sieben Jahren erkannt, und im folgenden Jahr wurde er Mönch und trat in das Kloster Gönlung Champa Ling ein. 1866 wurde er in die Innere Mongolei eingeladen und kehrte 1876 in das Kloster zurück. Im Jahr 1879 wurde er der 85. fatai (chin. 法台) des Klosters Gönlung Champa Ling und wurde im selben Jahr zum Bhikkhu ordiniert. Während seiner Amtszeit als fatai baute er die Große Sutra-Halle des Klosters. Im Jahr 1883 trat er zurück und reiste erneut in die Innere Mongolei. Er kehrte 1899 in das Kloster zurück und wurde im folgenden Jahr der 95. fatai des Klosters Gönlung Champa Ling, von dem er ein Jahr später zurücktrat. Er verstarb im Jahr 1906.
1879 hatte Lobsang Tshülthrim Dargye Gyatsho die Aufgabe, nach der Reinkarnation des 5. Tschangtscha Hutuktu zu suchen, die er zusammen mit dem 5. Sumpa Lodrö Phüntshog Namgyel (1854–1922) in der Person des 6. Tschangtscha Lobsang Tendzin Gyeltshen bestimmte.
Sein Bruder Kelsang Thubten Thrinle Gyatsho (1839–1881) war der 5. Mindröl Hutuktu.